# Vuadens
Vuadens (Vouadin , Vuèdin ou Vuadin en patois fribourgeois) est une localité et une commune suisse du canton de Fribourg, située dans le district de la Gruyère. La première mention connue du village apparaît dans un diplôme du roi Rodolphe III de Bourgogne en 1018.

## Géographie

Vue aérienne (1949)

Le territoire de Vuadens s'étend sur 10,44 km2. Lors du relevé de 2013-2018, les surfaces d'habitations et d'infrastructures représentaient 12,5 % de sa superficie, les surfaces agricoles 64,1 %, les surfaces boisées 23,3 % et les surfaces improductives 0,1 %.
Vuadens est limitrophe de Bulle, Echarlens (enclave), Gruyères, Riaz et Vaulruz.

## Population et société

### Gentilé et surnom
Les habitants de la commune se nomment les Vuadensois[source insuffisante] (lè Vouèdin en patois fribourgeois).
Ils sont surnommés les Modzons.

### Démographie

#### Évolution de la population
Vuadens compte 2 541 habitants au 31 décembre 2022 pour une densité de population de 243 hab/km2. Sur la période 2010-2019, sa population a augmenté de 22,9 % (canton : 15,5 % ; Suisse : 9,4 %).  

#### Pyramide des âges
En 2020, le taux de personnes de moins de 30 ans s'élève à 37,5 %, au-dessus de la valeur cantonale (35,2 %). Le taux de personnes de plus de 60 ans est quant à lui de 18,6 %, alors qu'il est de 22 % au niveau cantonal.
La même année, la commune compte 1 222 hommes pour 1 250 femmes, soit un taux de 49,4 % d'hommes, inférieur à celui du canton (50,1 %).
| Hommes | Classe d’âge | Femmes |
| ------ | ------------ | ------ |
| 0,4    | 90 ans ou +  | 1,0    |
| 4,7    | 75 à 89 ans  | 5,7    |
| 12,8   | 60 à 74 ans  | 12,6   |
| 24,8   | 45 à 59 ans  | 21,8   |
| 20,7   | 30 à 44 ans  | 20,6   |
| 18,0   | 15 à 29 ans  | 20,8   |
| 18,5   | - de 14 ans  | 17,6   |

| Hommes | Classe d’âge | Femmes |
| ------ | ------------ | ------ |
| 0,4    | 90 ans ou +  | 1,0    |
| 5,9    | 75 à 89 ans  | 7,4    |
| 14,5   | 60 à 74 ans  | 14,8   |
| 22,2   | 45 à 59 ans  | 21,9   |
| 21,0   | 30 à 44 ans  | 20,6   |
| 19,1   | 15 à 29 ans  | 18,3   |
| 17,0   | - de 14 ans  | 16,0   |

### Éducation

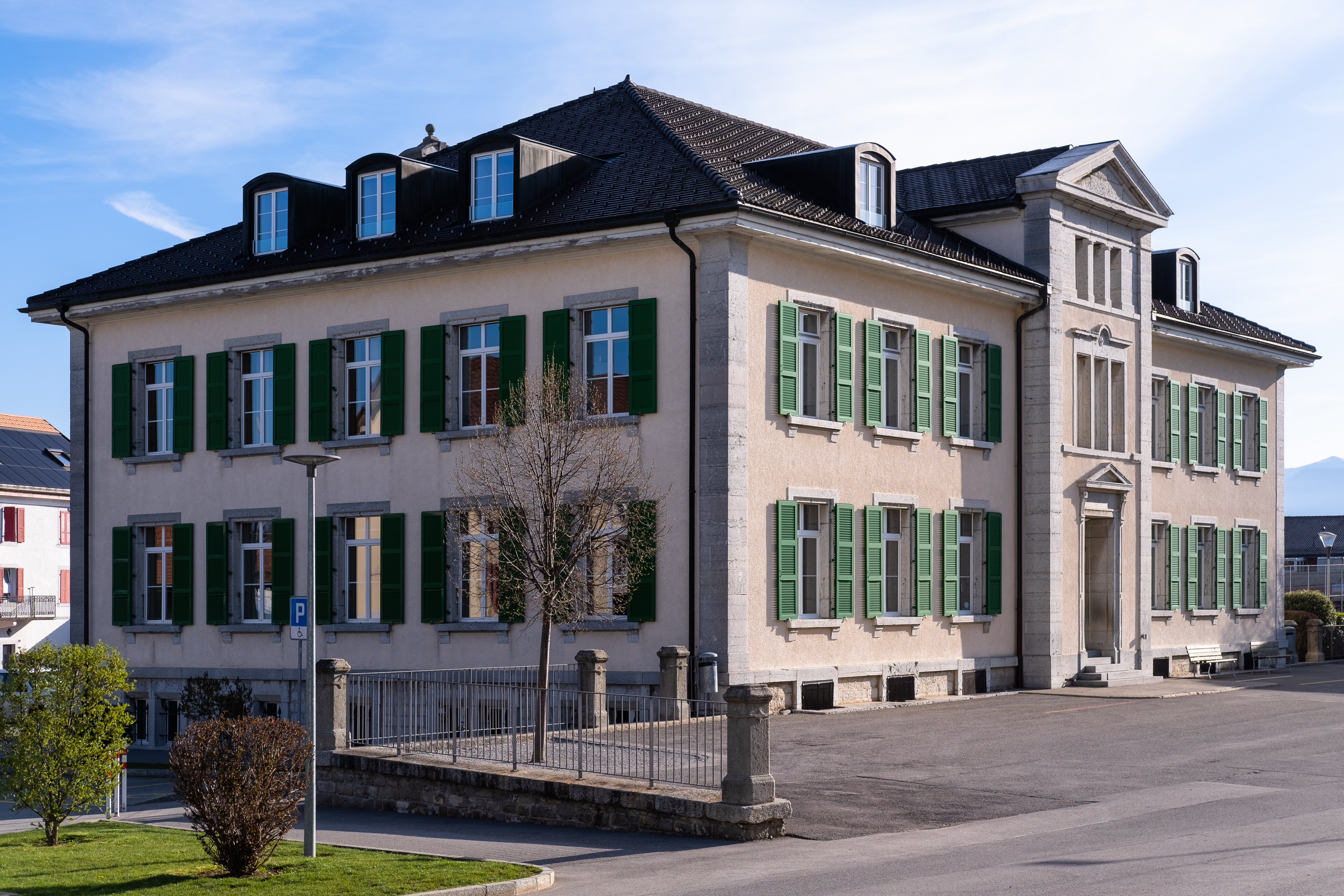
Établissement scolaire de Vuadens.

La localité abrite une école primaire.

## Personnalités
Vuadens est le village d'origine de Sylvestre Pidoux (1800-1871), un charbonnier, le premier peintre de poyas.
Et également de Christian Levrat, ancien président du Parti Socialiste Suisse.
En 2004, le sculpteur cinétique suisse Pascal Bettex installe son atelier dans les anciennes usines Guigoz.